# Религия на Коморских Островах
Распределение религий на Коморских Островах на 2023 год по данным
 Ислам (98 %) Христианство (2 %)

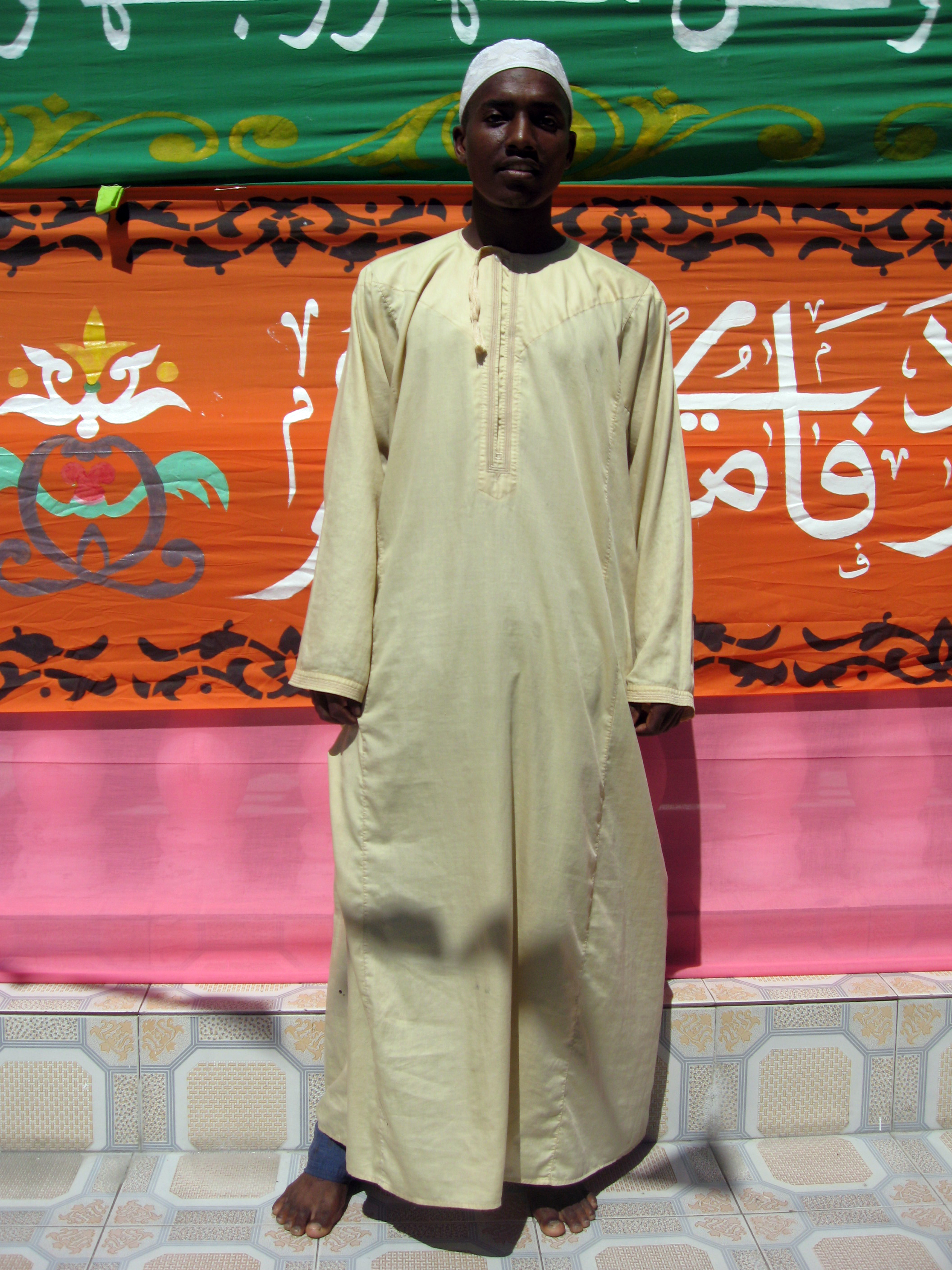
Коморец в традиционной мусульманской одежде.

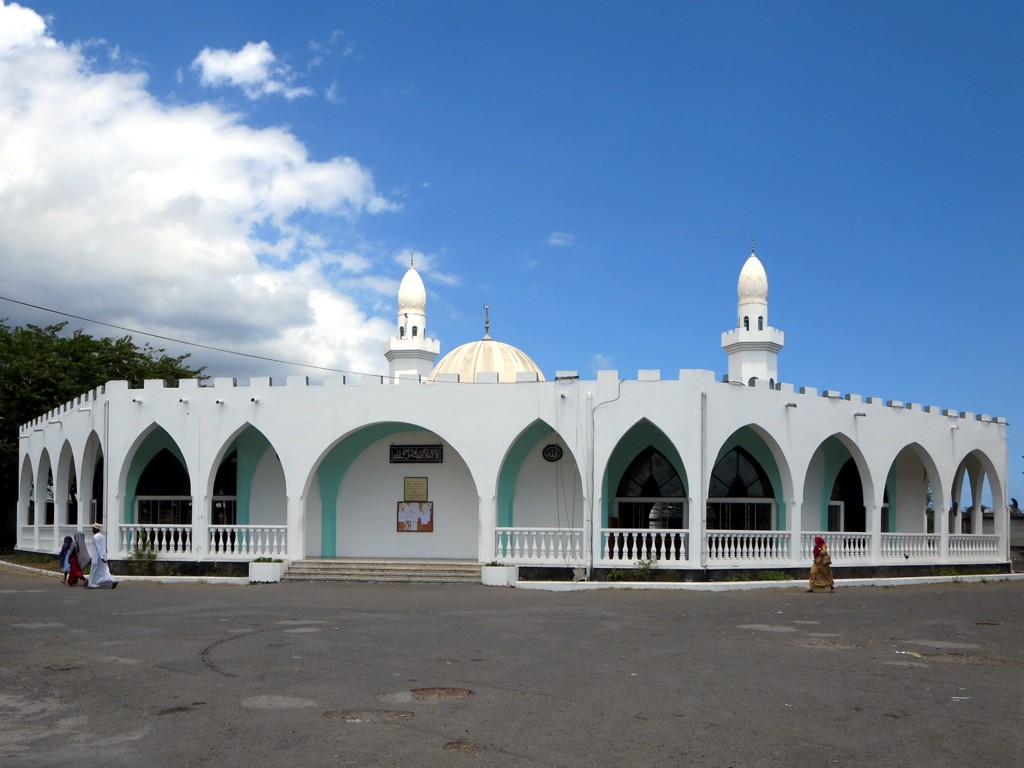
Мечеть на Коморах

Религия на Коморских Островах — совокупность религиозных верований, присущих народам Союза Коморских Островов.
Преобладающей религией на Коморских островах является ислам. Есть небольшое число шиитов, а также христиан, преимущественно французов и малагасийцев. Хотя конституция в редакции 2018 года удалила термин государственная религия из конституции 2009 года, заявив при этом, что суннитский ислам является источником национальной идентичности. Закон 2008 года, обнародованный в январе 2013 года, поставил вне закона практику других форм ислама в стране. Распространение неисламских религий запрещено.

## Ислам
Согласно местной легенде, ислам был принесен на Коморские Острова в VII веке Мцвой Мвиндзой, правителем Мбуде на Нгазидже, и Мухаммадом ибн Усманом, сыном Усмана ибн Аффана посетившими Мекку ещё при жизни пророка Мухаммеда. Их могилы находятся в Нцавени, столице Мбуде.
Поскольку Коморские Острова активно участвовали в торговле в Индийском океане мусульманские купцы из других стран также способствовали распространению ислама на островах в IX-X веках. Возможно, что именно в это время большинство коренных коморцев приняли ислам
Во времена когда острова были колонией, французы не пытались вытеснить исламские обычаи и старались уважать нормы шариата. 
Ислам является основной религией на Коморских островах. По оценке Государственного департамента США на 2006 год, примерно 98% населения Коморских островов составляли мусульмане. Практически все мусульмане на Коморских островах являются суннитами, принадлежащими к шафиитскому масхабу. Большинство приверженцев — арабы или суахили, но есть также люди индийского, в основном гуджаратского происхождения.
Коморцы добросовестно соблюдают религиозные обряды и строго придерживаются религиозной ортодоксальности. Также соблюдаются все мусульманские праздники, включая Ид аль-Адха, Мухаррам, Ашура, Мавлид, Лейлат аль-Мирадж и Рамадан. Мавлид отмечен торжествами, кульминацией которых является пир, приготовленный для улемов. Коморцы часто обращаются к мвалимусам, фунди и марабутам за исцелением и защитой от джиннов.
На Коморских островах сотни мечетей, а также много медресе. Все мальчики ходят в мусульманские школы в течение двух-трёх лет, начиная с пятилетнего возраста. Там они изучают арабский язык и основы ислама.

## Христианство
В 2009 году примерно 2% населения Коморских островов исповедовали христианство, в основном католицизм. В 2020 году этот показатель составил 0,5%  (3,8 тысяч верующих). В 2000 году на Коморских островах действовало 13 христианских церквей и мест богослужения, принадлежащих 9 разных христианским деноминациям.
По этнической принадлежности большинство христиан на Коморах — французы и малагасийцы. Христианами также является незначительная часть макуа и везо.
Прозелитизм христианства или любой другой неисламской религии запрещен.

### Католицизм на Коморских островах
В 30-х годах XIX века на Коморские острова периодически приезжали Капуцины с соседнего Мадагаскара. В 40-х годах XIX века они заложили небольшие часовни на островах Анжуан и Мохели. 19 мая 1844 года Коморские острова были включены Святым Престолом в состав Апостольской префектуры Мадагаскара. Первые католические миссионеры прибыли на остров Майотту в январе 1845 года. С этого времени, с небольшим интервалом в четыре года с 1907 по 1911 годы, на островах присутствовали один или несколько католических священников. 4 сентября 1848 года на острове Майотта была основана Апостольская префектура Малые острова Мадагаскара. С 1851 года Апостольская префектура была поручена пастырскому попечению священникам из ордена иезуитов. 27 ноября 1858 года к Апостольской префектуре присоединили острова Анжуан, Мохели, Гранд-Комор и другие острова Коморского архипелага. В 1901 году Апостольскую префектуру отдали попечению Апостольского викариата Северного Мадагаскара.
В 1930 году в Морони (остров Гранд-Комор) была построена первая католическая церковь на островах. 5 мая 1975 года Святым Престолом была образована Апостольская администрация Коморского архипелага, которая 1 мая 2010 года была преобразована в Апостольский викариат. С 1986 года пастырской деятельностью на островах занимались капуцины. В 1990 году был рукоположен в священники первый уроженец Коморских островов. С 12 апреля 1998 года местной католической общиной руководят монахи из монашеского ордена сальваторианцев.
В 2004 году на островах работали 4 священника и 8 монашествующих.
1 мая 2010 года Апостольская Администрация Коморского архипелага была преобразована в Апостольский викариат Коморского архипелага.
В 2020 году католики составляли 0,3% от общей численности населения Комор. 